# Stenopsyche arodi
Stenopsyche arodi is een schietmot uit de familie Stenopsychidae. De soort komt voor in het Oriëntaals gebied.